# Liste des œuvres de Giovanni Battista Pittoni
Cette page fournit une liste chronologique de peintures du vénitien Giovanni Battista Pittoni (Venise, 1687-1767).
| Image | Thème        | Titre | Date       | Technique                  | Dimensions       | Lieu de conservation                           | Référence           |
| ----- | ------------ | --- | ---------- | -------------------------- | ---------------- | ---------------------------------------------- | ------------------- |
|       | Religieux    | Crèche (La Nativité) | 1715–1720  | huile sur toile            | 222 × 160 cm     | Sidney Sussex College, Université de Cambridge | Art UK              |
|       | Histoire     | La Mort de Sophonisbe | 1716-1720  | huile sur toile            | 165 × 214 cm     | Musée Pouchkine, Moscou                        | Musée               |
|       | Allégorie    | L'Hiver et l'Été | vers 1720  | huile sur toile            | 146 × 118 cm     | Bristol Museum & Art Gallery                   | Art UK              |
|       | Biblique     | Le Sacrifice d'Isaac | vers 1720  | huile sur toile            | 118 × 155 cm     | Église San Francesco della Vigna, Venise       | Musées de Venise    |
|       | Histoire     | Didon fonde Carthage | vers 1720  | huile sur toile            | 161 × 200 cm     | Musée de l'Ermitage, Saint-Pétersbourg         | Musée               |
|       | Religieux    | Saints présentant une femme dévote à la Vierge et l'Enfant | vers 1720  | huile sur toile            | 172 × 135 cm     | Cleveland Museum of Art                        | Musée               |
|       | Histoire     | La Mort du roi Candaule | vers 1720  | huile sur toile            | 161 × 200 cm     | Musée de l'Ermitage, Saint-Pétersbourg         | Musée               |
|       | Mythologie   | Bacchus, Ariane et l'Amour | 1720-1725  | huile sur toile            | 51 × 46 cm       | Musée du Louvre                                | Musée               |
|       | Mythologie   | Mars, Vénus et l'Amour | 1720-1725  | huile sur toile            | 62 × 46 cm       | Musée du Louvre                                | Musée               |
|       | Histoire     | Hadrien essayant de contraindre saint Eustache d'adorer la statue de Jupiter Esquisse pour le tableau de l'Église San Stae intitulé L'empereur Trajan ordonne à Saint Eustache de consacrer les idoles païennes |            | huile sur toile            | 32 × 64 cm       | musée des beaux-arts de Bordeaux               | Base Joconde        |
|       | Religieux    | L'Empereur Trajan ordonne à Saint Eustache de consacrer les idoles païennes |            | huile sur toile            |                  | Église San Stae, Venise                        | Chorus Venezia      |
|       | Religieux    | Le Martyre de Saint Thomas Série des Douze apôtres | 1722-1723  | huile sur toile            |                  | Église San Stae, Venise                        | Chorus Venezia      |
|       | Religieux    | Saint Prosdocime de Padoue baptise saint Daniel | 1720–1730  | huile sur toile            | 54 × 41 cm       | York Art Gallery                               | Art UK              |
|       | Histoire     | Hannibal jurant l'inimitié éternelle des Romains Etude préparatoire | 1722       | huile sur toile            | 41 × 72 cm       | Pinacoteca di Brera, Milan                     | Musée               |
|       | Mythologie   | Diane et Endymion | 1722       | huile sur toile            | 134 × 109 cm     | Musée de l'Ermitage, Saint-Pétersbourg         | Musée               |
|       | Histoire     | L'Empereur Néron devant sa mère assassinée Agrippine acquise par Andreas Philipp Kindermann pour l'électeur saxon Auguste II                                                                                    | avant 1723 | huile sur toile            | 237 × 306 cm     | Gemäldegalerie Alte Meister, Dresde            | Musée               |
|       | Histoire     | L'Empereur Néron devant le corps de Sénèque acquise par Andreas Philipp Kindermann pour l'électeur saxon Auguste II                                                                                             | avant 1723 | huile sur toile            | 236 × 306 cm     | Gemäldegalerie Alte Meister, Dresde            | Musée               |
|       | Religieux    | Vierge avec des Saints | 1723-1724  | retable                    |                  | Église Santa Corona, Vicence                   |                     |
|       | Biblique     | Suzanne et les Vieillards | 1723-1725  | huile sur toile            | 46 × 37 cm       | Musée du Louvre                                | Musée               |
|       | Religieux    | L'Apothéose de saint Jérôme et Pierre d'Alcantara pour un autel de l'Église Santa Maria dei Miracoli à venise                                                                                                   | vers 1725  | huile sur toile            | 275 × 143 cm     | National Gallery of Scotland, Édimbourg        | Musée               |
|       | Religieux    | Miracle des pains et des poissons | vers 1725  | huile sur toile            | 120,1 × 178,5 cm | National Gallery of Victoria, Melbourne        | Musée               |
|       | Religieux    | Repos pendant la fuite en Égypte | 1725-1726  | huile sur toile            | 108 × 135 cm     | Musée Thyssen-Bornemisza, Madrid               | Musée               |
|       | Biblique     | Eliézer et Rébecca Rachel et Eliezer, serviteur d'Abraham (ancien titre) | vers 1725  | huile sur toile            | 68 × 130 cm      | musée des beaux-arts de Bordeaux               | Base Joconde        |
|       | Mythologie   | Diane et Actéon | vers 1725  | huile sur toile            | 147 × 197,5 cm   | Palazzo Chiericati, Vicence                    | Notice NG Australia |
|       | Religieux    | Vierge à l'enfant | 1725-1730  | huile sur toile            | 105 × 82 cm      | Staatsgalerie, Stuttgart                       | Musée               |
|       | Histoire     | Tombeau allégorique de l'Archevêque John Tillotson (1630-1694) grisaille | 1726-1727  | huile sur toile            | 79 × 52 cm       | Musée du Louvre                                | Musée               |
|       | Religieux    | Saint Roch | 1727       | huile sur toile            | 42 × 32 cm       | Musée des Beaux-Arts de Budapest               | Musée               |
|       | Religieux    | La Présentation au temple | 1730-1732  | huile sur toile            | 46 × 75 cm       | Baltimore Museum of Art                        | Musée               |
|       | Religieux    | La Vision de saint Antoine de Padoue | vers 1730  |                            | 90 × 59 cm       | San Diego Museum of Art                        | Musée               |
|       | Biblique     | La Découverte de Moïse | vers 1730  | huile sur toile            | 100 × 137 cm     | Portland Art Museum, Oregon                    | Artstor             |
|       | Religieux    | Le Christ et la Femme adultère | 1730–1740  | huile sur toile            | 172 × 160 cm     | Museums Sheffield                              | Art UK              |
|       | Histoire     | Le Sacrifice de Polyxène | vers 1730  | huile sur toile            | 129 × 94 cm      | Musée de l'Ermitage, Saint-Pétersbourg         | Musée               |
|       | Histoire     | Le Sacrifice de Polyxène | 1730-1732  | huile sur toile            | 71 × 50 cm       | Staatsgalerie, Stuttgart                       | Musée               |
|       | Histoire     | Le Sacrifice de Polyxène | 1733-1734  | huile sur toile            | 127 × 96 cm      | Getty Museum, Los Angeles                      | Musée               |
|       | Histoire     | Polyxène sacrifiée aux manes d'Achille | 1733-1735  | huile sur toile            | 55 × 96 cm       | Musée du Louvre                                | Musée               |
|       | Histoire     | Le Sacrifice de Polyxène | vers 1735  | huile sur toile            | 70 × 52 cm       | Walters Art Museum                             | Musée               |
|       | Mythologie   | Le Sacrifice de Polyxène |            | huile sur toile            | 32 × 45 cm       | York Art Gallery                               | Art UK              |
|       | Mythologie   | Le Sacrifice de Polyxène | vers 1737  | huile sur toile            | 134 × 160 cm     | Résidence de Wurtzbourg, Munich                | Collection d'Etat   |
|       | Histoire     | La Magnanimité de Scipion | vers 1737  | huile sur toile            | 134 × 160 cm     | Résidence de Wurtzbourg, Munich                | Collection d'Etat   |
|       | Histoire     | La Continence de Scipion ou Allutius | 1733-1735  | huile sur toile            | 56 × 96 cm       | Musée du Louvre                                | Musée               |
|       | Mythologie   | Bacchus et Ariane | 1730-1732  | huile sur toile            | 71 × 50 cm       | Staatsgalerie, Stuttgart                       | Musée               |
|       | Religieux    | Saint Antoine de Padoue adorant l'Enfant Jésus | vers 1730  | huile sur papier sur toile | 14 × 23 cm       | Institut Courtauld, Londres                    | A&A UK              |
|       | Mythologique | Bacchus et Ariane | 1730-1732  | huile sur toile            | 70 × 50 cm       | Pinacoteca di Brera, Milan                     | Musée               |
|       | Religieux    | Jésus-Christ donnant les clefs du paradis à saint Pierre Modello pour un tableau d'autel | 1730-1735  | huile sur toile            | 82 × 42 cm       | Musée du Louvre                                | Musée               |
|       | Religieux    | Le Christ et saint Pierre réplique autographe d'un retable perdu réalisé pour un mécène autrichien esquisse à l'huile au Louvre                                                                                 | vers 1740  | huile sur toile            | 80 × 42 cm       | Ashmolean Museum, Oxford                       | Art UK              |
|       | Religieux    | La Nativité | 1730–1735  | huile sur toile            | 38 × 46 cm       | Musée des Beaux-Arts de Budapest               | Musée               |
|       | Religieux    | Tête de Vierge | 1730–1735  | huile sur toile            | 38 × 46 cm       | Musée des Beaux-Arts de Strasbourg             | Musée               |
|       | Mythologie   | Dionysos et Ariane | 1730–1735  | huile sur toile            | 72 × 53 cm       | musée d'art de São Paulo                       | Musée               |
|       | Religieux    | Adoration des bergers | 1730–1735  | huile sur toile sur bois   | 17 × 9 cm        | Institut Courtauld, Londres                    | A&A UK              |
|       | Religieux    | La Sainte famille | 1730–1740  | huile sur toile sur bois   | 56 × 71 cm       | Institut Courtauld, Londres                    | A&A UK              |
|       | Religieux    | Nativité | 1730-1740  | huile sur toile            | 74 × 56 cm       | musée des beaux-arts de Quimper                | Musée               |
|       | Biblique     | Sacrifice de Jephté commandé par Charles III pour le Palais royal (Turin) | 1732-1733  | huile sur toile            | 220 × 150 cm     | Palais royal de Gênes                          | Beni-culturali      |
|       | Biblique     | Sacrifice de la fille de Jephté |            | huile sur toile            | 63 × 72 cm       | Southampton City Art Gallery                   | Art UK              |
|       | Religieux    | Sainte Elisabeth donnant l'aumône | 1734       | huile sur toile            | 72 × 43 cm       | Musée des beaux-arts de Budapest               | Musée               |
|       | Religieux    | Martyre de saint Barthélemy | 1735       | huile sur toile            | 70 × 36 cm       | Musée d'art Nelson-Atkins, Kansas City         | Musée               |
|       | Religieux    | La Nativité avec Dieu le Père et le Saint-Esprit | vers 1740  | huile sur toile            | 223 × 153 cm     | National Gallery, Londres                      | Musée               |
|       | Allégorie    | La Famille | 1740       |                            |                  | collection privée                              |                     |
|       | Religieux    | L’Adoration des mages | 1740       | huile sur toile            | 420 × 260 cm     | église Saint-Nazaire-et-Saint-Celse de Brescia | Paroisse            |
|       | Religieux    | Madeleine pénitente | 1740       | huile sur toile            | 48 × 38 cm       | Gallerie dell'Accademia de Venise              | Beniculturali       |
|       | Portrait     | Un mathématicien | vers 1740  | huile sur toile            | 93 × 81 cm       | Kunsthistorisches Museum, Vienne               | Musée               |
|       | Religieux    | L'Annonciation | après 1740 | huile sur toile            | 228 × 127 cm     | Basilique Sainte-Marie de Cracovie             |                     |
|       | Histoire     | Crassus saccage le temple de Jérusalem | 1743       | huile sur toile            | 54 × 72 cm       | Gallerie dell'Accademia de Venise              | Beni-culturali      |
|       | Biblique     | Abraham sacrifiant son fils Isaac | 1750-1755  | huile sur toile            | 82 × 65 cm       | Musée des Beaux-Arts de Boston                 | Musée               |
|       | Religieux    | Annonciation | 1757       | huile sur toile            | 153 × 205 cm     | Gallerie dell'Accademia de Venise              | Musée               |
|       | Religieux    | Vierge à l'Enfant en gloire avec saint Antoine, saint Joseph, saint Jacques, saint Laurent et saint Sébastien                                                                                                   | 1764       | huile sur toile            |                  | église San Giacomo dall'Orio                   | Chorus Venezia      |

Dates non documentées
| Image | Thème      | Titre                                     | Date | Technique                        | Dimensions  | Lieu de Conservation                                       | Référence         |
| ----- | ---------- | ----------------------------------------- | ---- | -------------------------------- | ----------- | ---------------------------------------------------------- | ----------------- |
|       | Religieux  | Vierge et des Saints                      |      | retable                          |             | église de San Germano dei Berici                           | Commune           |
|       | Portrait   | Portrait du Cardinal Bartolomeo Roverella |      |                                  |             | Accademia dei Concordi, Rovigo                             | Musée             |
|       | Religieux  | Nativité                                  |      |                                  |             | Accademia dei Concordi, Rovigo                             | Musée             |
|       | Mythologie | Jupiter protège la Justice                |      | Plafond décoratif                |             | Ca' Pesaro, Venise                                         | Musée             |
|       | Allégorie  | la Paix et la Science                     |      | Plafond décoratif                |             | Ca' Pesaro, Venise                                         | Musée             |
|       | Allégorie  | Justice et Paix                           |      | fresque                          |             | Ca' Pesaro, Venise                                         |                   |
|       | Religieux  | Lapidation de saint Étienne               |      | deuxième volet gauche du retable |             | église Sainte-Marie de Dießen am Ammersee                  |                   |
|       | Biblique   | Agar confortée par un ange dans le désert |      | huile sur toile                  |             | église de Basilique Santa Maria Gloriosa dei Frari, Venise | Chorus venezia    |
|       | Biblique   | Mort de Joseph                            |      | huile sur toile                  | 97 × 79 cm  | Château de Charlottenbourg                                 | Web gallery       |
|       | Religieux  | Apôtre Pierre                             |      | Huile sur toile                  | 96 × 76 cm  | Kunsthalle de Hambourg                                     | Musée             |
|       | Religieux  | David devant l'arche                      |      |                                  | 129 × 97 cm | Musée des Offices Couloir Vasari                           | Musée             |
|       | Religieux  | L'Assomption de la Vierge                 |      | huile sur toile                  |             | New Walk Museum and Art Gallery, Leicester                 | Art UK            |
|       | Religieux  | La Mort de saint Joseph                   |      | huile sur toile                  | 76 × 95 cm  | Abbaye bénédictine d'Ottobeuren, Bavière                   | Collection d'Etat |
|       | Religieux  | Sermon de Jean le Baptiste                |      | huile sur toile                  | 76 × 95 cm  | Abbaye bénédictine d'Ottobeuren, Bavière                   | Collection d'Etat |